# Chloroclystis chlorophilata
Chloroclystis chlorophilata är en fjärilsart som beskrevs av Walker 1863. Chloroclystis chlorophilata ingår i släktet Chloroclystis och familjen mätare. Inga underarter finns listade i Catalogue of Life.